# Nesoctites micromegas
El carpinterito antillano (Nesoctites micromegas), también denominado carpinterito de sierra y carpintero bolo, es una especie de ave piciforme de la familia Picidae endémica de La Española. Es la única especie del género Nesoctites. La especie procede evolutivamente de una rama distinta a los demás carpinteritos por lo que se emplaza en su propia subfamilia, Nesoctitinae. Se ha encontrado en la República Dominicana una pluma fosilizada en ámbar que se atribuye a su género, lo que indica que los ancestros de la especie se aislaron en La Española al menos hace 25 millones de años.

## Descripción
El carpinterito antillano es un piciforme pequeño, aunque dobla en tamaño a otros carpinteritos, que mide unos 14–16 cm y pesa alrededor de 30 g. El macho tiene el píleo amarillo con una mancha roja en el centro. El plumaje de la espalda, parte posterior del cuello y alas es verde oliváceo, mientras que sus partes inferiores son flanquecinas con mutas pardo verdosas. La hembra tiene un aspecto similar al macho excepto en que carece de la mancha roja en la parte superior de la cabeza. Los juveniles son similares aunque tienen un plumaje de tonos más apagados a los adultos. A diferencia de los verdaderos carpinteros (Picinae), no tamborilean en los árboles para marcar la posesión de su territorio, en su lugar emiten un llamadas rápidas y altas de tipo "kuk-kikikikekukuk", también usan esta llamada para mantenerse en contacto con la pareja.

## Distribución y hábitat
El carpinterito antillano ocupa diversos hábitats de isla de La Española y la aledaña la Gonâve como los bosques de pinos y bosques secos de hoja ancha, además de las zonas semiáridas de matorrales y espinos. Además habita en los manglares y ocasionalmente en las plantaciones y cultivos. Se encuentra desde el nivel del mar hasta altitudes de 1800 m, aunque en los pinares es más frecuente por debajo de los 300 m. En este hábitat prefiere los sotosques densos.

## Comportamiento
El carpinterito antillano se alimenta de insectos, siendo las hormigas y los escarabajos la base de su dieta. También consumen gran cantidad de frutos en comparación con sus parientes. Suelen alimentarse en solitario o en pareja picoteando entre el sotobosque de generalmente en las ramas, enredaderas y tallos más que sobre los troncos. 
La época de cría se produce desde marzo a julio. Perforan un hueco en los árboles, tocones o palmeras donde suelen poner de dos a cuatro huevos. Las parejas son muy territoriales y realizarán despliegues agresivos ante los intrusos. 